# Vauxhall Cresta
La Cresta è un'autovettura prodotta dalla Vauxhall dal 1954 al 1972.

## Il contesto
Quando fu introdotto il modello era la versione di alto livello della Vauxhall Velox, la quale era, a sua volta, la versione con motore a sei cilindri della Vauxhall Wyvern. Si trovava quindi a essere il modello al top di gamma della Vauxhall. La Cresta, negli anni cinquanta, fu uno dei modelli britannici più eleganti e prestigiosi, e divenne uno status symbol delle classi sociali più abbienti. Il parco macchine della regina Elisabetta II comprese per anni una Cresta versione familiare.
The Cresta è stata commercializzata in diverse serie, ognuna delle quali era contraddistinta da una sigla: E (1954-1957), PA (1957-1962), PB (1962-1965) e PC (1965-1972). La Viscount (1966-1972) è stata invece la versione d'alto livello della Cresta PC.

## La Cresta E: 1954-1957

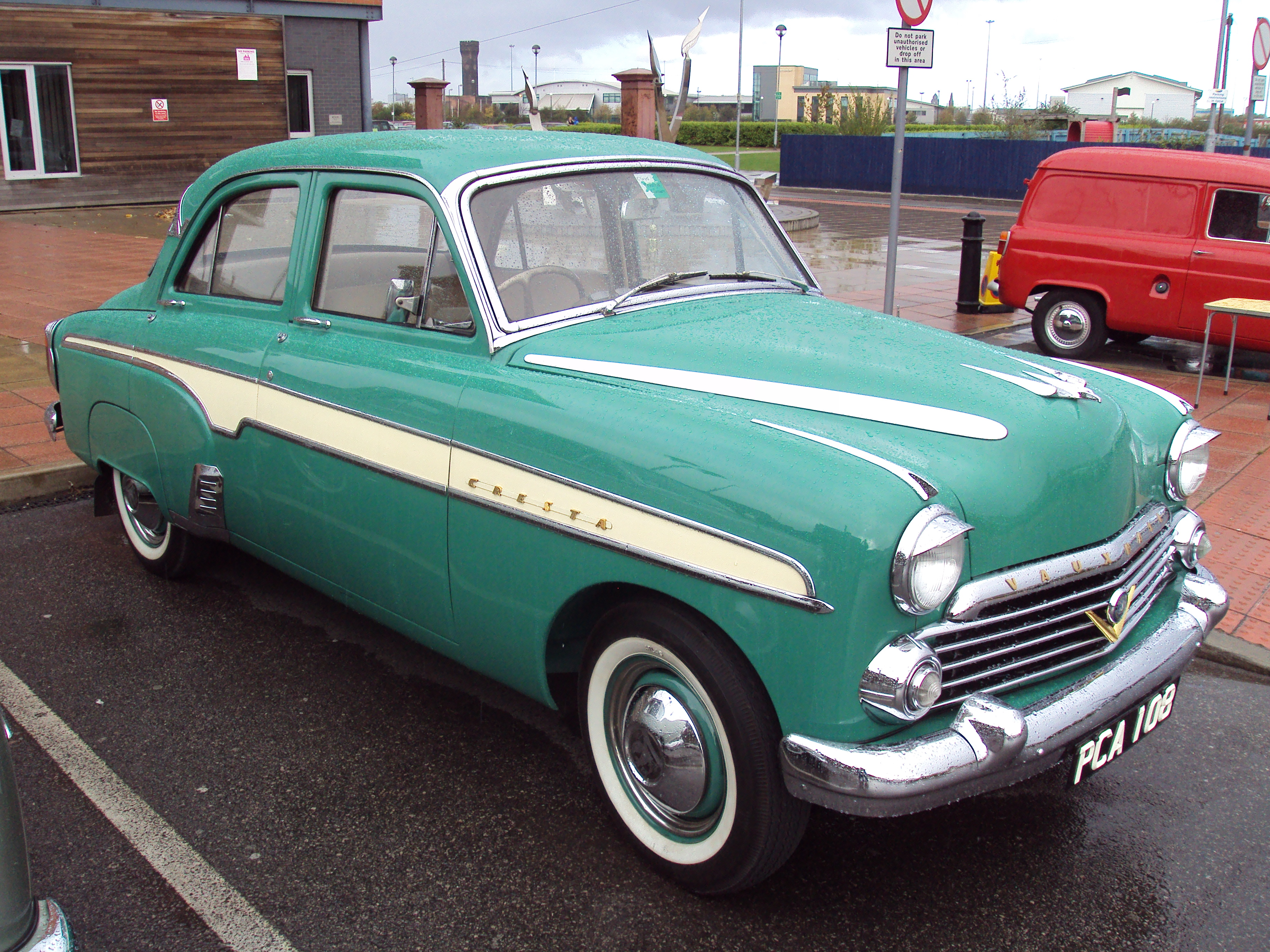
Vauxhall Cresta E restyling 1956

La Velox è stata introdotta nel 1948. Nel 1951 ne fu lanciata la nuova versione, che assomigliava molto ai modelli Chevrolet dell'epoca. La prima generazione della Cresta, la "E", debuttò invece sui mercati nel 1954 e aveva installato lo stesso motore a sei cilindri in linea a valvole in testa da 2.262 cm³ di cilindrata della Velox. La Cresta E era però dotata, a differenza della Velox, di un equipaggiamento migliore che comprendeva, tra le opzioni, gli interni in pelle, una verniciatura bicolore, una strumentazione elettronica, l'accendisigari, l'illuminazione del bagagliaio e l'autoradio. L'impianto di riscaldamento era invece disponibile di serie. Offerta solamente in versione berlina quattro porte, la Cresta E era dotata di un cambio manuale a tre rapporti.
La Cresta E venne provata dalla rivista specializzata The Motor nel 1956. In questo test furono registrate una velocità massima di 132,3 km/h e un'accelerazione da 0 a 97 km/h di 20,2 secondi. Il modello utilizzato nel test costava 931 sterline incluse le tasse.

## La Cresta PA: 1957-1962
La Cresta PA è la versione più conosciuta del modello. Grazie alle imponenti pinne posteriori, alla vetratura avvolgente e agli pneumatici con parte laterale bianca, la Cresta PA assomigliava parecchio ai modelli Buick e Cadillac dell'epoca. Era strettamente somigliante anche alla Packard Caribbean del 1955. Tutte le Cresta PA prodotte dalla Vauxhall avevano una carrozzeria berlina quattro porte. Le versioni familiari furono invece realizzate dalla carrozzeria Friary of Basingstoke, che convertì dei modelli berlina. Oggi queste versioni familiari sono molto rare.

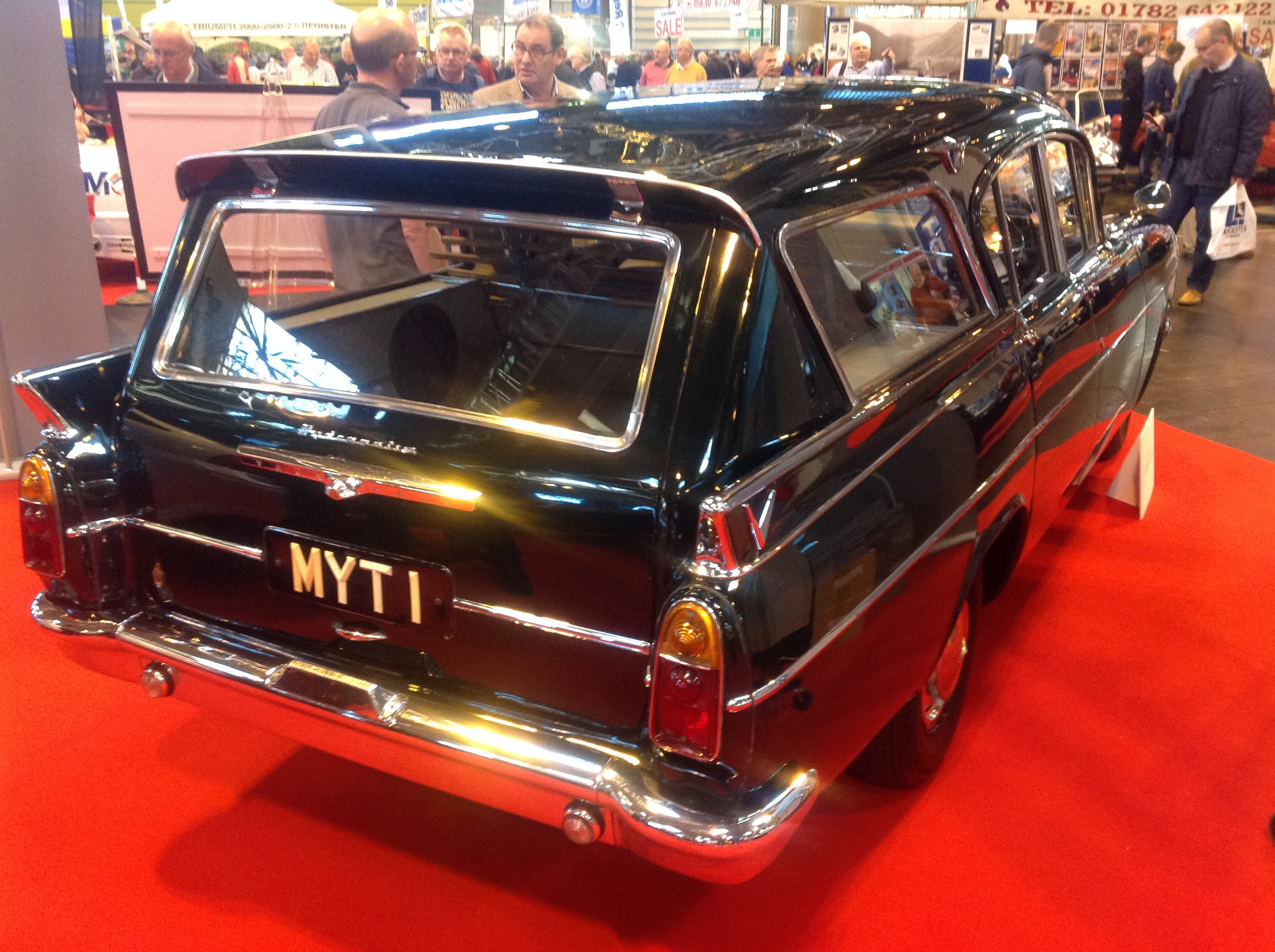
Vauxhall Cresta familiare appartenuta alla regina Elisabetta II

La Cresta PA possedeva delle sospensioni anteriori indipendenti a molle elicoidali. Quelle posteriori invece erano formate da una barra antirollio, da un assale rigido e da balestre semiellittiche. I freni erano a tamburo sulle quattro ruote. Il motore era un sei cilindri in linea da 2.262 cm³, aveva un rapporto di compressione di 7,8:1 e produceva 82,5 CV di potenza a 4.400 giri al minuto. Era disponibile anche una versione avente un rapporto di compressione più basso (6,8:1). Era installato un solo carburatore di marca Zenith. Il cambio era a tre rapporti.
Il cambiamento più importante avvenuto durante il periodo in cui fu in produzione, fu la sostituzione del motore citato con un propulsore da 2.651 cm³ che conservò la configurazione a sei cilindri in linea del motore precedente.
Il modello era equipaggiato con interni in pelle e con un sedile posteriore a divanetto. L'impianto di riscaldamento era offerto di serie. L'autoradio, per il mercato britannico, restò un'opzione. Altri optional furono i fendinebbia e gli specchetti retrovisori. Per poter permettere il trasporto di sei passeggeri, il freno di stazionamento fu montato sotto il cruscotto, mentre la leva del cambio venne installata sul piantone dello sterzo. La carrozzeria poteva essere ordinata sia con verniciatura monocolore che con verniciatura a due colori.
La Cresta PA venne provata dalla rivista specializzata The Motor nel 1958. In questo test furono registrate una velocità massima di 144,5 km/h e un'accelerazione da 0 a 97 km/h di 16,8 secondi. Il consumo di carburante fu di 11,2 L/100 km. Il modello utilizzato nel test costava 1.073 sterline incluse le tasse di 317 sterline. La stessa rivista provò nel 1960 un esemplare con motore da 2,6 L e overdrive. Nel test fu registrata una velocità massima di 152,4 km/h e un'accelerazione da 0 a 97 km/h di 15,2 secondi. Il consumo di carburante fu di 10,5 L/100 km. Negli anni settanta molte Cresta PA vennero modificate e personalizzate dai clienti.
Il motore a sei cilindri Vauxhall Cresta è stato utilizzato anche nell'autocarro leggero Bedford J0, destinato a carichi utili da 500 a 790 kg.
La Cresta PA fu uno dei simboli della cultura Teddy Boy e venne menzionata in alcuni brani musicali rock 'n' roll. Una Cresta PA appare nel video della canzone Ghost Town del gruppo musicale The Specials. Questo modello viene anche più volte citato in GTO.

## La Cresta PB: 1962-1965

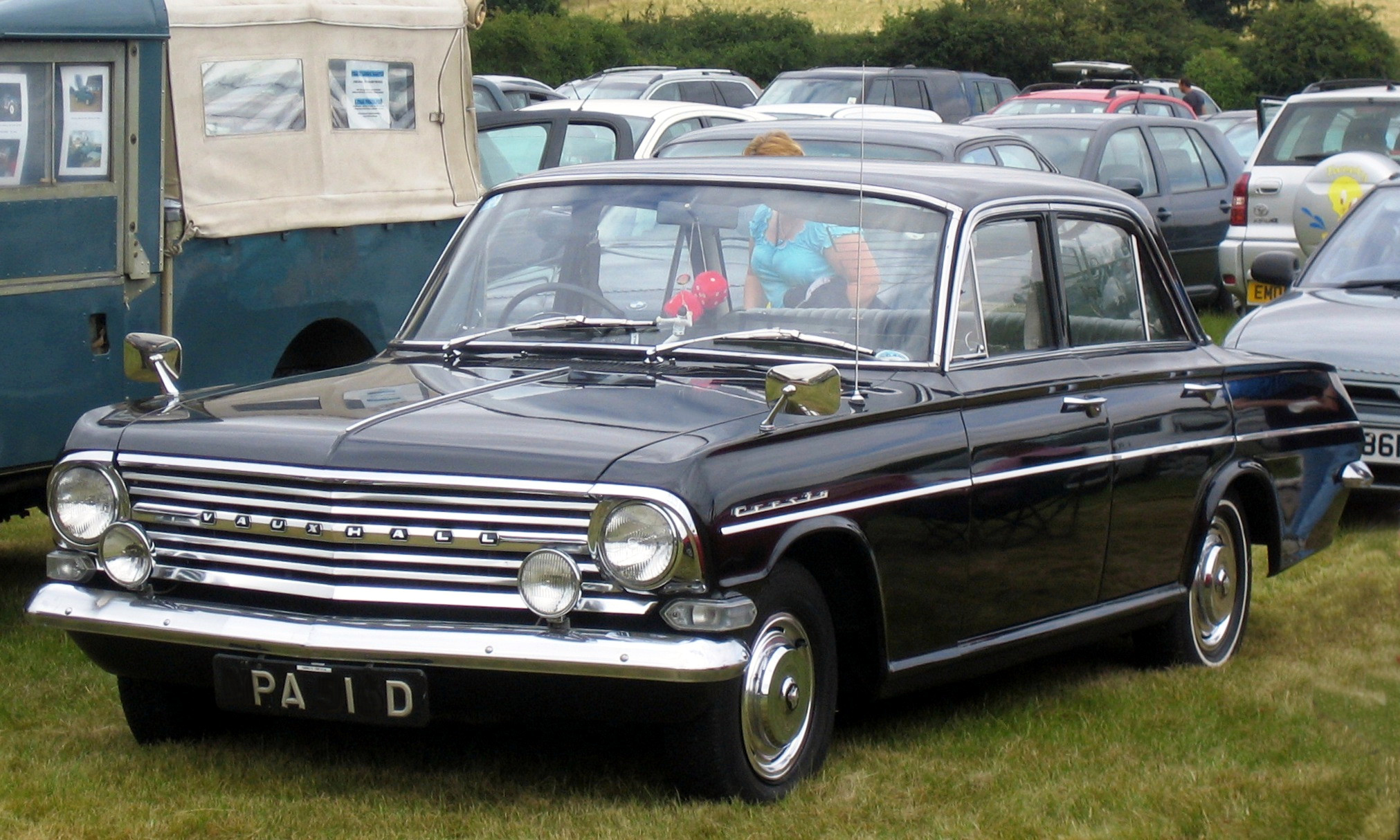
Vauxhall Cresta PB restyling 1965

La successiva generazione del modello, la Cresta PB, era sostanzialmente una versione rivista della serie precedente, ed era contraddistinta dall'eliminazione delle pinne posteriori, da un cofano piatto e da una linea più classica. All'inizio della commercializzazione era dotata di un motore in linea a sei cilindri da 2,65 L. L'ultimo anno di produzione venne invece montato un propulsore dall'analoga configurazione dei cilindri, ma da 3.294 cm³. Entrambi i motori erano a valvole in testa. Il propulsore da 2,65 L veniva però ancora offerto su alcuni mercati per ragioni di tassazione. Il cambio era ancora a tre rapporti con leva montata sul piantone dello sterzo. Anche per questa serie di Cresta era disponibile l'overdrive.
Per i modelli con motore da 3,3 L era offerto, tra le opzioni, un cambio a quattro rapporti con leva montata sul pavimento. Tra gli optional era possibile ottenere, per entrambi i motori, un cambio automatico Hydramatic a tre rapporti. Quest'ultimo fu sostituito verso la fine della produzione di questa serie da un cambio automatico Powerglide a due marce. Erano installati di serie il servofreno e dei freni a disco anteriori.
Questa serie di Cresta venne assemblata nel Regno Unito e in Australia.

## La Cresta PC: 1965-1972

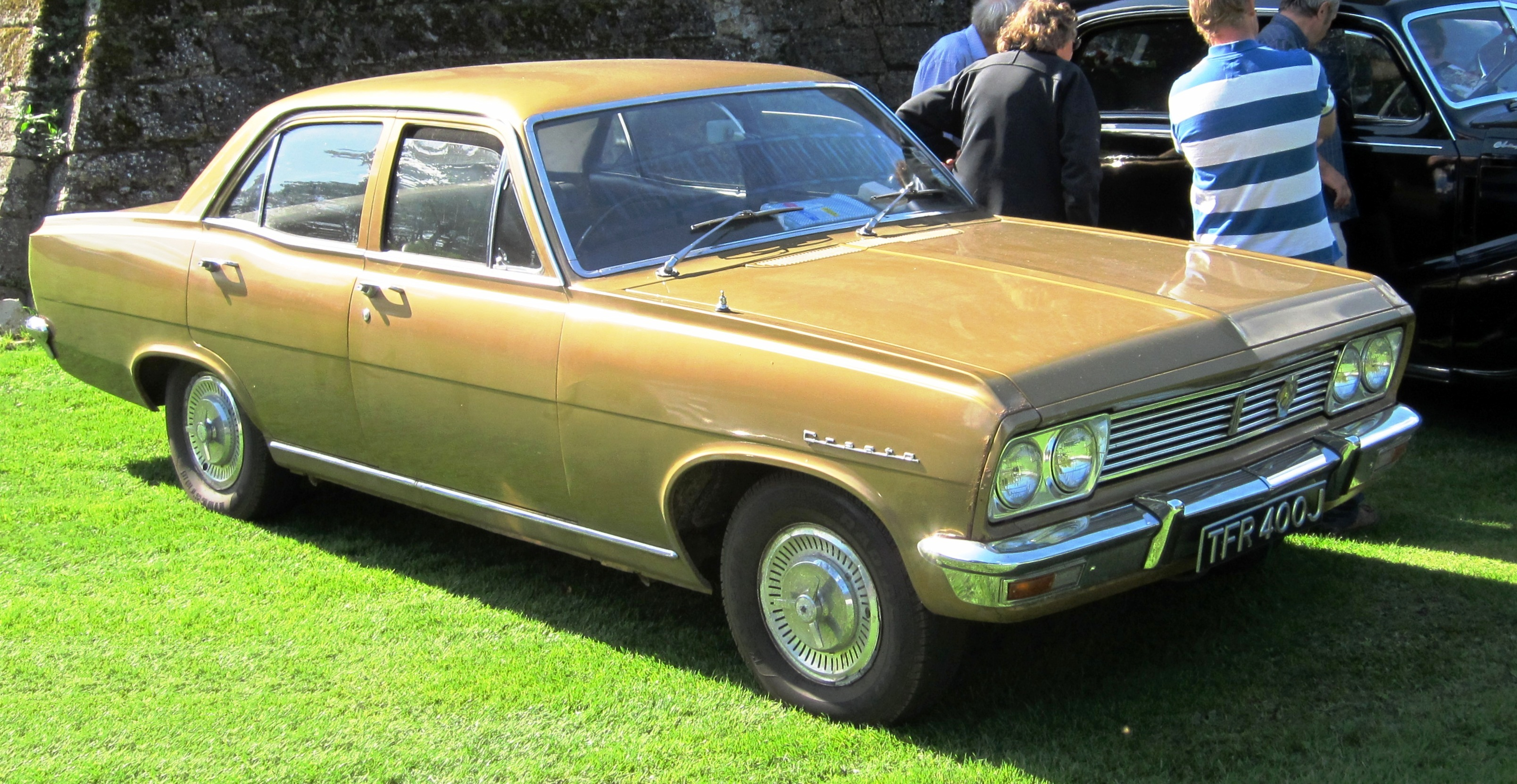
Vauxhall Cresta PC DeLuxe

L'ultima serie del modello, la PC, è stata introdotta al salone dell'automobile di Londra nell'ottobre del 1965. La Velox non venne più offerta. Il modello era disponibile con gli allestimenti PCS (quello base), PCD (il DeLuxe) e il PCE, (ossia quello Executive). Quest'ultimo aveva un nome peculiare, Viscount. Questa nuova serie di Cresta era sostanzialmente una versione leggermente più piccola della Chevrolet Impala. La Cresta PC era anche simile alla Holden HR, anche se era dotata di interni migliori. Questa serie di Cresta montava un motore a sei cilindri in linea a valvole in testa da 3,3 L e 123 CV di potenza. Questo propulsore fu mantenuto per l'intero periodo in cui fu in produzione.
Inizialmente il modello aveva montato di serie un cambio manuale a tre rapporti con leva sul piantone dello sterzo. L'overdrive era offerto tra le opzioni. Tra queste ultime, era possibile anche avere un cambio manuale a quattro marce oppure una trasmissione automatica Powerglide a due velocità. I modelli prodotti dal 1971 erano invece dotati di cambio manuale a quattro rapporti oppure di cambio automatico a tre marce; entrambi avevano la leva montata sul pavimento. La versione DeLuxe possedeva invece quattro fanali anteriori in luogo dei due montati sulle altre versioni. I sedili erano singoli.
Questa serie di Cresta è stata assemblata anche a Wellington, in Nuova Zelanda, dal 1966 al 1971. Il modello neozelandese, nel periodo in cui fu prodotto, cambiò poco e non fu oggetto del facelift applicato nel 1970 alla Cresta PC prodotta nel Regno Unito. Alla Cresta PC venduta in nuova Zelanda fu però aggiornato l'impianto frenante.
Nel gennaio del 1967 iniziò la produzione delle versioni familiari di questa serie di Cresta. Questi esemplari derivavano dai modelli berlina ed erano modificati dalla carrozzeria Martin Walter. Rispetto alla berlina, la versione familiare aveva un'altezza maggiore (per la presenza di sospensioni posteriori ad alte prestazioni), degli pneumatici più grandi e un tettuccio modificato. La Cresta familiare fu inizialmente offerta nel Regno Unito a 1.507 sterline, che era il 40% in più rispetto alla berlina. Per fare un confronto, ad esempio, la Humber Hawk e la Ford Zephyr con il tipo di carrozzeria citato erano in vendita nel Regno Unito, rispettivamente, a 1.342 sterline e 1.379 sterline. La Cresta familiare possedeva uno spazioso piano di carico, che si ingrandiva ulteriormente quando lo schienale dei sedili posteriori veniva abbattuto.
Va notato che non c'era un sostituto diretto per il Cresta. Solo il suo motore avrebbe continuato ad essere utilizzato nella nuova ammiraglia della gamma Vauxhall, la Ventora, fino al 1976.

## La Viscount: 1966-1972
Introdotta nel giugno del 1966 con lo stesso motore e la medesima meccanica della Cresta PC, la Viscount era la versione superlusso della serie citata. La Viscount comprendeva, tra l'equipaggiamento di serie, il servosterzo, gli alzacristalli elettrici, i sedili reclinabili, un cruscotto in noce e lo sbrinatore del lunotto. Il modello montava un motore a sei cilindri in linea a valvole in testa da 3,3 L.
La calandra e la zona intorno ai fanali anteriori erano di colore nero per fornire al frontale un aspetto più formale. I fari posteriori erano invece circondati da un bordo cromato. La carrozzeria era disponibile di colore marrone, verde scuro e blu. La tecnica di applicazione della vernice simulava la verniciatura manuale. La Viscount, inoltre, possedeva delle ruote più grandi. Il cambio offerto di serie era un Powerglide automatico a due rapporti, ma era disponibile tra le opzioni un cambio manuale a quattro marce. Esso fu offerto nel Regno Unito con un extra-costo di 85 sterline, mentre sugli altri mercati era ordinabile senza spese aggiuntive Dal 1970 il cambio Powerglide fu sostituito da un'altra trasmissione automatica General Motors a tre velocità.
Alcuni esemplari commercializzati in Sudafrica avevano un motore V8 Chrysler da 5,2 L di cilindrata. Ciò fu uno dei rari casi in cui la General Motors montò un motore prodotto dai gruppi rivali su uno dei propri modelli.